# 月 (桑田佳祐の曲)
「月」（つき）は、桑田佳祐の楽曲。自身の4作目のシングルとして、タイシタレーベルから8cmCD・カセットテープで1994年8月24日に発売された。
2001年6月25日に12cmCDとして再発売をしている。2016年2月26日にはダウンロード配信、2019年12月20日にはストリーミング配信を開始した。

## 背景・制作
前作「真夜中のダンディー」から約10か月ぶりとなる作品。
本作ではアコースティック・ギターやハーモニカなどを中心においている。オリジナル・アルバム『孤独の太陽』でもプロデュースや編曲、サポートメンバーとして全面的に参加した小倉博和が、本作でも双曲に渡り関わっている。

## 受賞歴
| 年     | 音楽賞                 | 結果   | 出典  |
| ------ | ---------------------- | ------ | ----- |
| 1994年 | 第36回日本レコード大賞 | 優秀賞 | [ 6 ] |

## チャート成績
オリコンによる累計売上枚数は35万枚を記録している。

## 収録曲
- 収録時間：8:48

1. 月 (4:46)
（作詞・作曲：桑田佳祐 / 編曲：桑田佳祐 & 小倉博和）
アコースティックな作風であり詞の世界観も文学的な暗さを持った作品[8]。
曲調や歌詞は製作期間中の1994年2月に桑田の母が心筋梗塞により[9]60歳で死去したことが大きく影響しており、この曲と「JOURNEY」については母を送る歌であることが著書で明言されている。桑田はこの曲が生まれた背景について「ある明け方寝ようとしたら、なんとなくメロディが降るように浮かんできた」「でも、なぜこういう悠久の世界を憂うような曲調になったのかはよく覚えていない」と語っている[10]。
ミュージック・ビデオは桑田が抱いていた「何処か遠い国で、夜に一人でギターを弾きながら歌うイメージ」をベースに当時はまだ一般的ではなかった映像合成技術を駆使して制作された[11]。
長州力はこの曲をカラオケで唯一歌う曲であることを公言しており「気分の良いときだけ歌う」「なんか、こう、詞がね、いいんですよ」「僕も若いころは『いとしのエリー』とかね、ガラにもなく歌ってたんだけど、今は『月』だけを歌ってますよ」と語っている[12]。
市川紗椰は、この曲を初めて聴いた時から「波長が合う感じがして」好きだったが、カウントダウンライブで聴いたことでその思いが確信に変わったという[13]。
2. A LOVER'S CONCERTO (4:01)
（作詞・作曲：Sandy Linzer & Denny Randell / 編曲：桑田佳祐 & 小倉博和）
1965年にザ・トイズがヒットさせた楽曲のカバー。エレキギター中心のロックなアレンジになっている。

## 参加ミュージシャン
- 月
  - 桑田佳祐:Vocals, Harp
  - 小倉博和:Electric Slide Guitar & Acoustic Guitars, Bass, Banjo
  - 原由子:Piano
  - 小林武史:Organ
  - 松本賢:Computer Operation
  - 加藤茂：Drums Programming Assist
- A LOVER'S CONCERTO
  - 桑田佳祐:Vocals, Harp
  - 小倉博和:Electric Guitar & Acoustic Guitars, Bass
  - 松本賢:Computer Operation

## 収録アルバム
| 曲名               | 作品名                     |
| ------------------ | -------------------------- |
| 月                 | 孤独の太陽                 |
| 月                 | TOP OF THE POPS            |
| 月                 | I LOVE YOU -now & forever- |
| 月                 | いつも何処かで             |
| A LOVER'S CONCERTO | アルバム未収録             |

## ミュージック・ビデオ収録作品
| 曲名               | 作品名                                          | 備考                         |
| ------------------ | ----------------------------------------------- | ---------------------------- |
| 月                 | すべての歌に懺悔しな!! -桑田佳祐 LIVE TOUR '94- | ボーナス・トラックとして収録 |
| 月                 | MVP                                             |                              |
| A LOVER'S CONCERTO | 未収録                                          |                              |

## ライブ映像作品
| 曲名               | 作品名                                                                  |
| ------------------ | ----------------------------------------------------------------------- |
| 月                 | すべての歌に懺悔しな!! -桑田佳祐 LIVE TOUR '94-                         |
| 月                 | けいすけさん、ビデオも色々と大変ねぇ。                                  |
| 月                 | 桑田さんのお仕事 07/08 〜魅惑のAVマリアージュ〜                         |
| 月                 | 宮城ライブ 〜明日へのマーチ!!〜                                         |
| 月                 | 桑田佳祐 LIVE TOUR & DOCUMENT FILM 「I LOVE YOU -now & forever-」完全盤 |
| A LOVER'S CONCERTO | 未収録                                                                  |

## カバー
月
- 1994年：香港の歌手・ジャッキー・チュン（張学友）- 広東語で「望月」というタイトルでカバー。アルバム『這個冬天不太冷』に収録。翌年、北京語で「過客」というタイトルでカバーした。
- 1995年：香港の歌手・イーソン・チャン（陳奕迅）- ジャッキー・チュンの広東語カバーをカバーし、同じタイトルでアルバム『イーソン18選』に収録。
- 1995年：和田アキ子 - アルバム『Alive/song(s) for you '95』に収録
- 1996年：台湾の歌手・リンダ・リー（李翊君）- 北京語で「尋找」というタイトルでカバー。アルバム『我沒有酔』に収録。
- 2007年：山崎まさよし - アルバム『COVER ALL HO!』に収録。